# I. e. 253
Évszázadok: i. e. 4. század – i. e. 3. század – i. e. 2. század
Évtizedek: i. e. 300-as évek – i. e. 290-es évek – i. e. 280-as évek – i. e. 270-es évek – i. e. 260-as évek – i. e. 250-es évek – i. e. 240-es évek – i. e. 230-as évek – i. e. 220-as évek – i. e. 210-es évek – i. e. 200-as évek
Évek: i. e. 258 – i. e. 257 – i. e. 256 – i. e. 255 –  i. e. 254 – i. e. 253 – i. e. 252 – i. e. 251 – i. e. 250 – i. e. 249 – i. e. 248

## Események

### Hellenisztikus birodalmak
- Véget ér a második szíriai háború. II. Antiokhosz szeleukida király visszaszerzi az egyiptomi II. Ptolemaiosztól Kis-Ázsia nagy részét (többek között Milétoszt és Epheszoszt), valamint Föníciát. A békeszerződés megpecsételéseként Antiokhosz feleségül veszi Ptolemaiosz lányát, Berenikét. Előző feleségétől, Laodikétől elválik és Bereniké gyerekeit teszi meg örökösévé.
- Antiokhosz eltávolítja Milétosz türannoszát. A hálás polgárok istenként magasztalják és megkapja a Theosz melléknevet.
- II. Antigonosz makedón király unokaöccse, Alexandrosz egyiptomi támogatással fellázad és Korinthoszban kikiáltja függetlenségét. Antigonosz így elveszti azokat az erődjeit, ahonnan Dél-Görögországot ellenőrizhette.

### Itália
- Rómában Cnaeus Servilius Caepiót és Caius Sempronius Blaesust választják consulnak.
- A rómaiak az első pun háborúban flottájukal az afrikai partokat fosztogatják. A 150 hajóból álló flotta a szicíliai Lilybaeumból hazafelé tartva viharba kerül és elsüllyed.

## Születések
- Philopoimén, görög hadvezér és államférfi

## Fordítás
- Ez a szócikk részben vagy egészben  a(z)   253 BC című angol Wikipédia-szócikk ezen változatának fordításán alapul.  Az eredeti cikk szerkesztőit annak laptörténete sorolja fel. Ez a jelzés csupán a megfogalmazás eredetét és a szerzői jogokat jelzi, nem szolgál a cikkben szereplő információk forrásmegjelöléseként.